# Svojšice (ort i Tjeckien, Mellersta Böhmen)
Svojšice är en ort i Tjeckien.   Den ligger i regionen Mellersta Böhmen, i den centrala delen av landet, 50 km öster om huvudstaden Prag. Svojšice ligger 264 meter över havet och antalet invånare är 548.
Terrängen runt Svojšice är lite kuperad. Runt Svojšice är det ganska tätbefolkat, med 54 invånare per kvadratkilometer. Närmaste större samhälle är Kolín, 11,7 km öster om Svojšice. Trakten runt Svojšice består till största delen av jordbruksmark.